# Ereklasse korfbal 2014-2015
De Ereklasse is de hoogste competitie voor het Nederlandse veldkorfbal. Deze competitie wordt gespeeld via 2 poules, genaamd Ereklasse A en Ereklasse B. In elke poule zitten 6 teams. Elk team speelt 10 wedstrijden in het totale seizoen. Uit beide poules degradeert de onderste club direct. De bovenste 2 teams uit elke poule gaan door naar de kruisfinales. In die kruisfinales speelt de nummer 1 van Ereklasse A tegen de nummer 2 van Ereklasse B en de nummer 1 uit Ereklasse B speelt tegen de nummer 2 van de Ereklasse A. Deze kruisfinales zijn 1 wedstrijd en de beide winnaar spelen de landelijke veldfinale.
Het hele seizoen start in september, om te pauzeren begin oktober. Dan verplaatst korfbal naar de zaal en start de Korfbal League. Na het zaalseizoen hervat de veldcompetitie weer waar het gebleven was.

## Teams
| Club                 | Ereklasse Poule | Plaats                 | Coach                                 |
| -------------------- | --------------- | ---------------------- | ------------------------------------- |
| AKC Blauw-Wit        | A               | Amsterdam              | Barry Schep & Rini van der Laan       |
| Nic.                 | A               | Groningen              | Jos Bosma                             |
| Dalto                | B               | Driebergen             | Riko Kruit                            |
| DVO                  | B               | Bennekom               | Gerald Aukes & Michiel Gerritsen      |
| LDODK                | A               | Gorredijk              | Jan Sjoerd Pool                       |
| KCC                  | B               | Capelle aan den IJssel | Jan Bongers & Arthur Carolus          |
| Fortuna/MHIR         | A               | Delft                  | Ard Korporaal & Joost Preuninger      |
| KZ/Hiltex            | A               | Koog aan de Zaan       | Chris Kaper & Dico Dik                |
| OVVO/De Kroon        | A               | Maarssen               | Jennifer Tromp & Erwin van der Putten |
| PKC/Hagero           | B               | Papendrecht            | Ben Crum & Edward Jonkman             |
| TOP/Wereldtickets.nl | B               | Sassenheim             | Jan Niebeek                           |
| KVS                  | B               | Scheveningen           | Marrien Ekelmans                      |

## Seizoen
Ereklasse A
| pos | club          | gs | w  | g | v  | pnt | dv  | dt  | dt  |
| --- | ------------- | -- | -- | - | -- | --- | --- | --- | --- |
| 1.  | AKC Blauw-Wit | 10 | 10 | 0 | 0  | 20  | 216 | 164 | +52 |
| 2.  | Fortuna/MHIR  | 10 | 5  | 1 | 4  | 11  | 183 | 182 | +1  |
| 3.  | LDODK         | 10 | 5  | 1 | 4  | 11  | 164 | 164 | +0  |
| 4.  | KZ/Hiltex     | 10 | 4  | 0 | 36 | 8   | 189 | 190 | -1  |
| 5.  | OVVO/De Kroon | 10 | 3  | 0 | 7  | 6   | 174 | 183 | -9  |
| 6.  | Nic.          | 10 | 2  | 0 | 8  | 4   | 139 | 182 | -43 |

Ereklasse B
| pos | club             | gs | w | g | v | pnt | dv  | dt  | dt  |
| --- | ---------------- | -- | - | - | - | --- | --- | --- | --- |
| 1.  | PKC/Hagero       | 10 | 8 | 0 | 2 | 16  | 225 | 173 | +52 |
| 2.  | TOP/Justlease.nl | 10 | 8 | 0 | 2 | 16  | 233 | 191 | +42 |
| 3.  | Dalto            | 10 | 6 | 0 | 4 | 12  | 216 | 203 | +13 |
| 4.  | DVO              | 10 | 5 | 0 | 5 | 10  | 210 | 232 | -22 |
| 5.  | KCC              | 10 | 2 | 0 | 8 | 4   | 164 | 193 | -29 |
| 6.  | KVS              | 10 | 1 | 0 | 9 | 2   | 181 | 237 | -56 |

## Play-offs en Finale
|  | Halve finale | Halve finale     | Halve finale |    |            | Finale           | Finale | Finale |
|  |              |                  |              |    |            |                  |        |        |
|  | A1           | AKC Blauw-Wit    | 11           |    |            |                  |        |        |
|  | B2           | TOP/Justlease.nl | 20           |    |            |                  |        |        |
|  | B2           | TOP/Justlease.nl | 20           |    | B2         | TOP/Justlease.nl | 19     |        |
|  |              |                  |              |    | B2         | TOP/Justlease.nl | 19     |        |
|  |              | B1               | PKC/Hagero   | 14 |            |                  |        |        |
|  | B1           | B1               | PKC/Hagero   | 14 | PKC/Hagero | 25               |        |        |
|  | B1           |                  |              |    | PKC/Hagero | 25               |        |        |
|  | A2           | Fortuna/MHIR     | 15           |    |            |                  |        |        |

| Veld Kampioen van Nederland 2015 |
| -------------------------------- |
| TOP/Justlease.nl                 |

## Promotie/Degradatie
De onderste ploeg uit Ereklasse A en de onderste ploeg uit Ereklasse B degraderen direct. Uit de Hoofdklasse promoveren dan 2 teams, die dan verdeeld worden over de Ereklasse poules.
Aan het eind van seizoen 2014-2015 degraderen KVS en Nic.
Uit de Hoofdklasse promoveert AW.DTV en Oranje Wit.